# Specie italiane di Pilosella
Elenco delle specie italiane di  Pilosella:

## A
- Pilosella acutifolia (Vill.) Arv.-Touv., 1880
- Pilosella aletschensis (Zahn) Soják, 1982
- Pilosella alpicola F.W. Schultz e Sch.Bip., 1862
- Pilosella amphipolia (Nägeli & Peter) Gottschl., 2010
- Pilosella anchusoides Arv.-Touv., 1880
- Pilosella annae-vetterae (Zahn) Soják, 1982
- Pilosella anobrachia (Arv.-Touv. & Gaut.) S.Bräut. & Greuter, 2007
- Pilosella arida (Freyn) Soják, 1971
- Pilosella arnoseroides (Nägeli & Peter) Soják, 1971
- Pilosella aurantella (Nägeli & Peter) Soják, 1971
- Pilosella aurantiaca  (L.) F.W.Schultz & Sch.Bip., 1862
- Pilosella auriculiformis (Fr.) F.W.Schultz & Sch.Bip., 1862

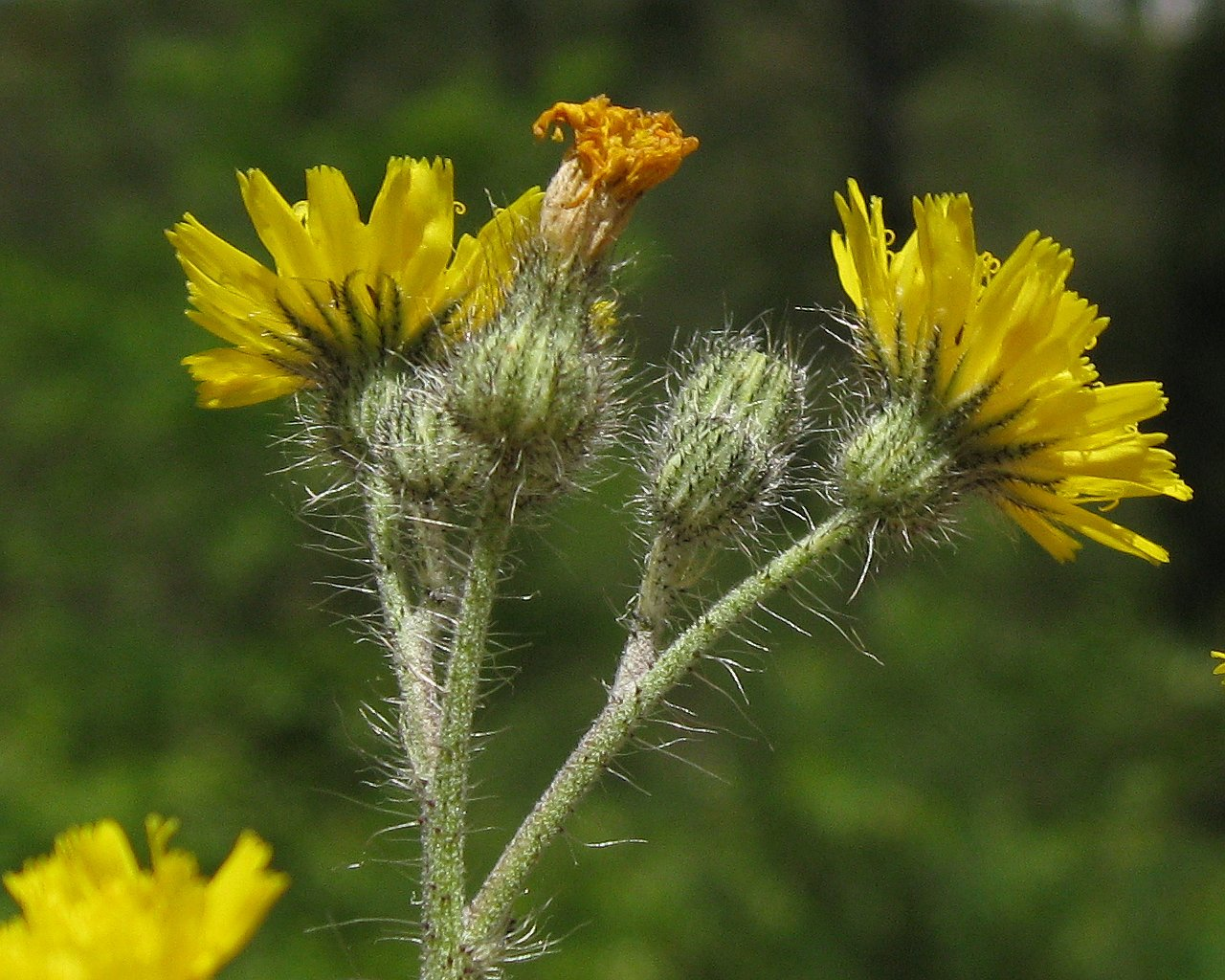
Pilosella anchusoides
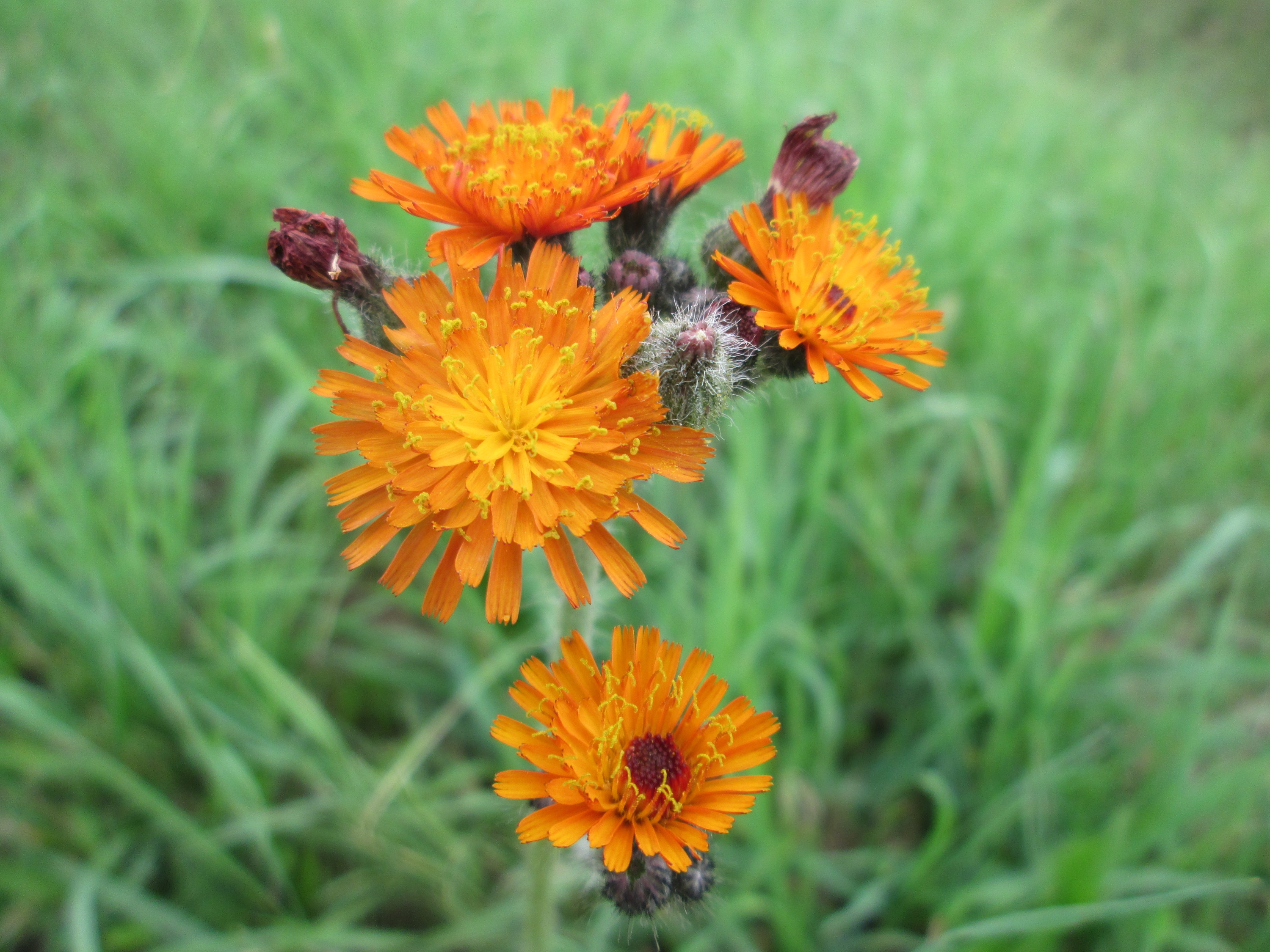
Pilosella aurantiaca

## B
- Pilosella basifurca (Peter) Soják, 1971
- Pilosella bauhini  (Schult.) Arv.-Touv.
- Pilosella biflora Arv.-Touv., 1880
- Pilosella blyttiana (Fr.) F.W.Schultz & Sch.Bip., 1861
- Pilosella brachycoma (Nägeli & Peter) H.P.Fuchs, 1980

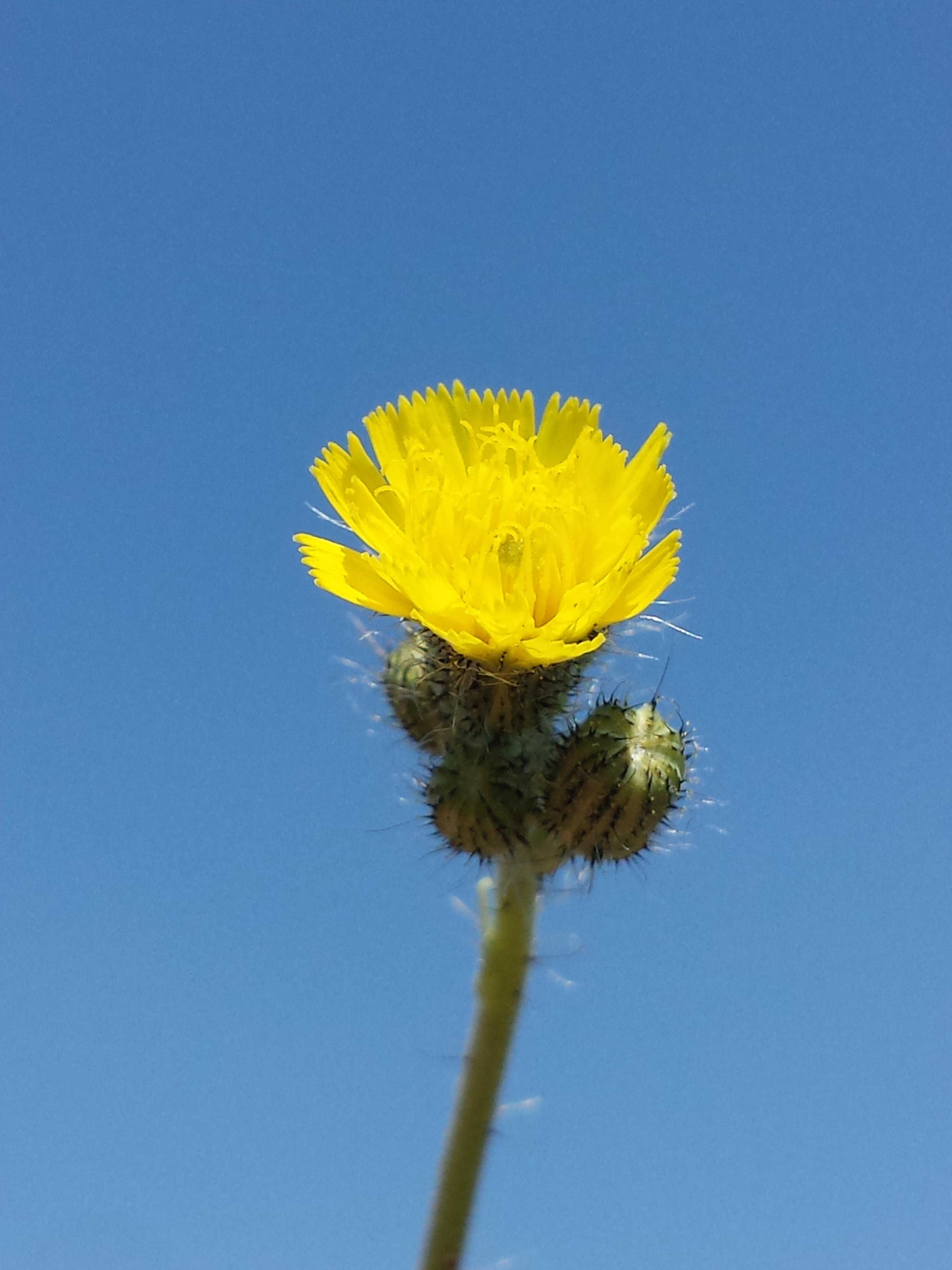
Pilosella bauhinii
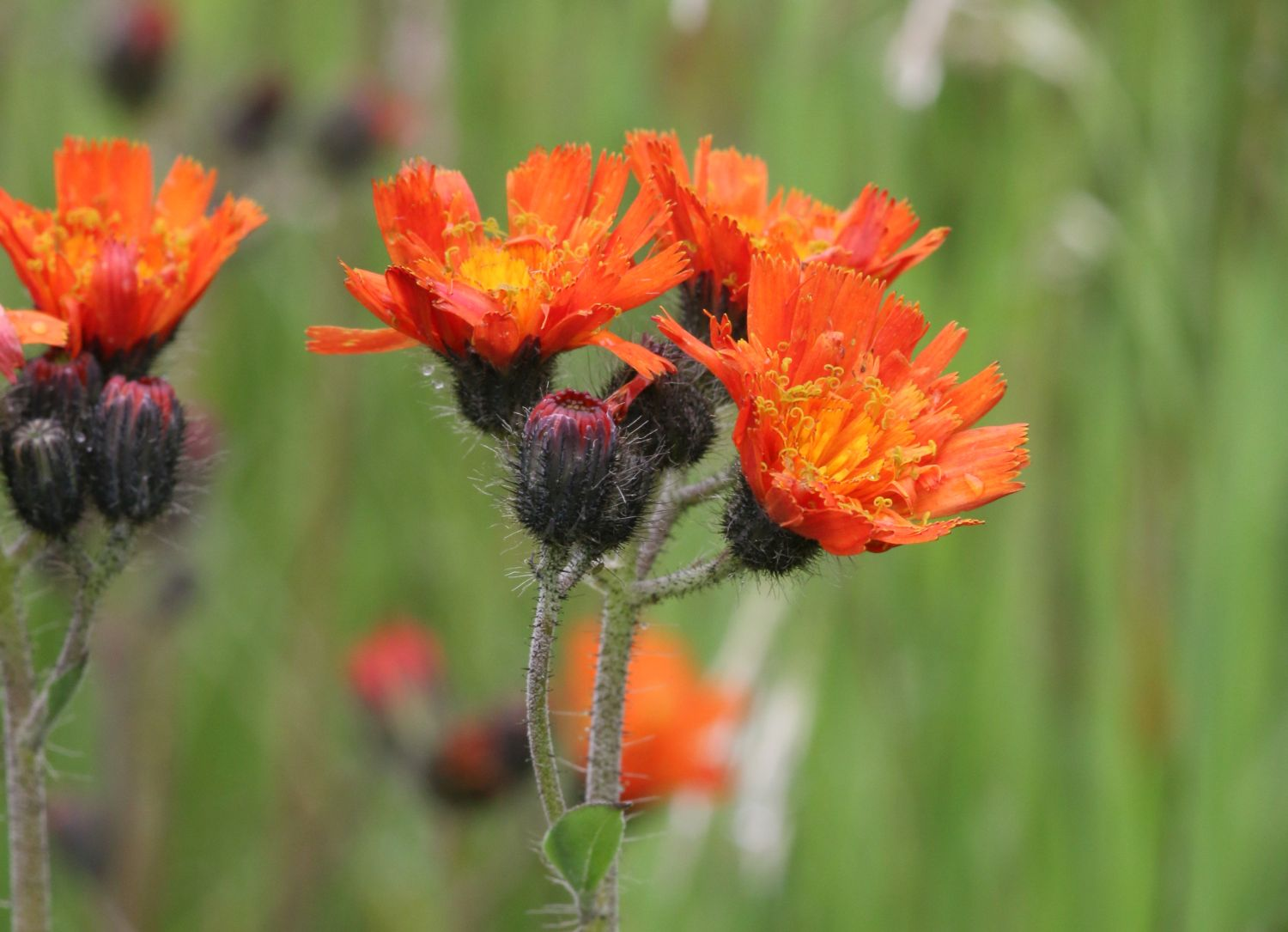
Pilosella blyttiana

## C
- Pilosella caespitosa  (Dumort.) P.D.Sell & C.West, 1967
- Pilosella calabra (Nägeli & Peter) Soják, 1971
- Pilosella cepitina (Gottschl.) Gottschl., 2010
- Pilosella cinerosiformis (Nägeli & Peter) Soják, 1971
- Pilosella corymbuloides (Arv.-Touv.) S.Bräut. & Greuter, 2008
- Pilosella cymiflora (Nägeli & Peter) S.Bräut. & Greuter, 2007
- Pilosella cymosa  (L.) F.W.Schultz & Sch.Bip., 1862

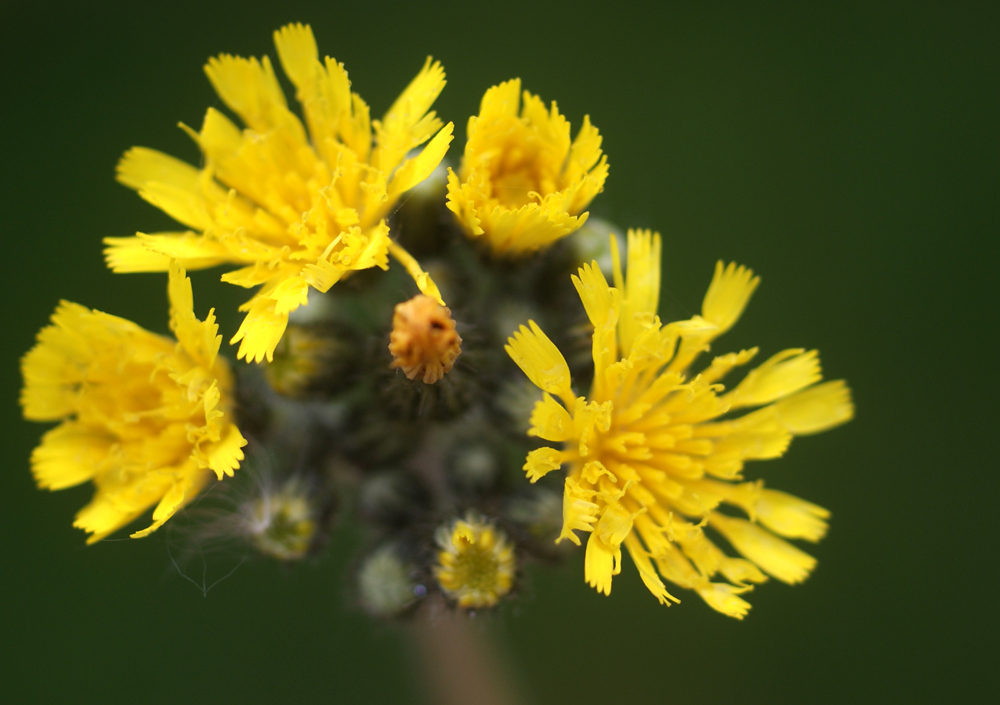
Pilosella caespitosa
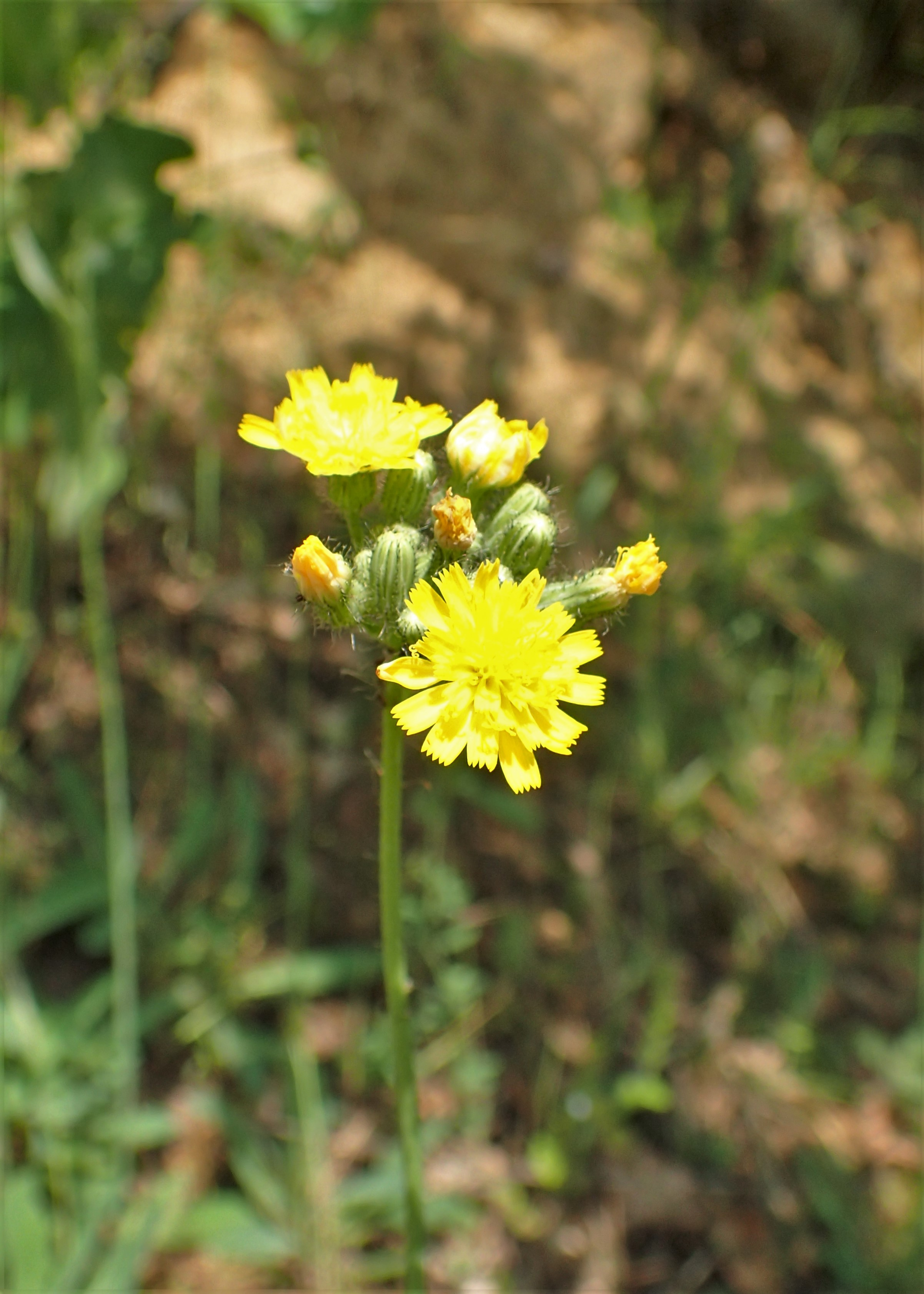
Pilosella cymosa

## D
- Pilosella densiflora (Tausch) Soják, 1971

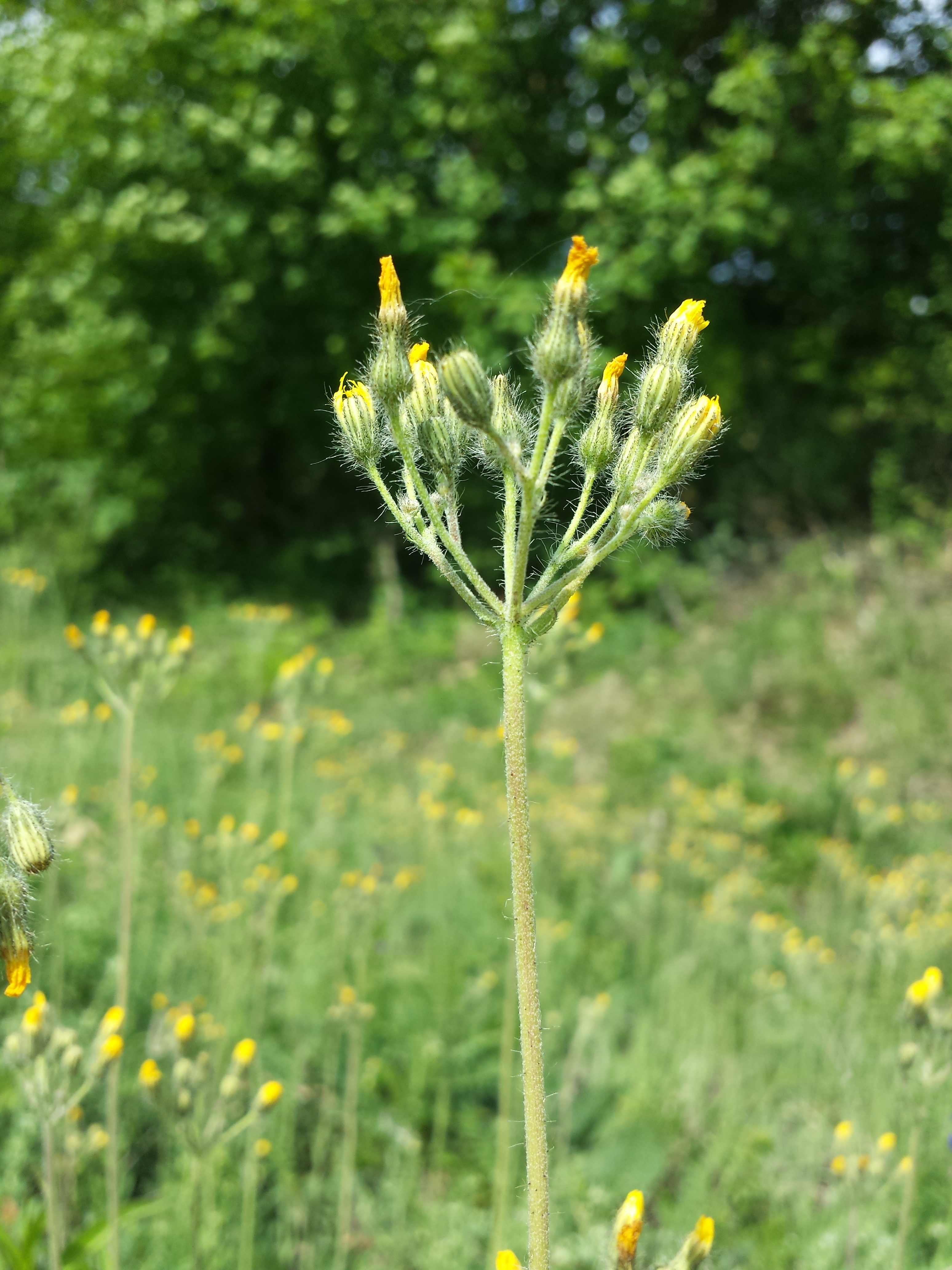
Pilosella densiflora

## F
- Pilosella fainensis Gottschl., 2010
- Pilosella fallacina (F.W.Schultz) F.W.Schultz, 1863
- Pilosella faurei Arv.-Touv., 1880
- Pilosella frigidaria (Nägeli & Peter) Soják, 1971
- Pilosella fulviseta (Bartol.) Soják, 1971
- Pilosella fusca   (Vill.) Arv.-Touv., 1880

## G
- Pilosella glacialis (Reyn. ex Lachen.) F.W.Schultz & Sch.Bip., 1862
- Pilosella glaciella (Nägeli & Peter) Soják, 1971
- Pilosella guthnikiana  (Hegetschw. & Heer) Soják, 1972

## H
- Pilosella hoppeana (Schult.) F.W.Schultz & Sch.Bip., 1862
- Pilosella huberi (Zahn) Gottschl., 2010
- Pilosella hybrida (Vill.) F.W.Schultz & Sch.Bip., 1862
- Pilosella hypeurya (Peter) Soják, 1971
- Pilosella hypoleuca Arv.-Touv., 1873

## K
- Pilosella kalksburgensis (Wiesb.) Soják, 1971
- Pilosella kralikii   (Rouy) J.-M.Tison, 2013

## L
- Pilosella lactucella (Wallr.) P.D.Sell & C.West, 1967
- Pilosella laggeri (Sch.Bip. ex Rchb.) F.W.Schultz & Sch.Bip., 1862
- Pilosella lathraea (Peter) Soják, 1982
- Pilosella leptophyton (Nägeli & Peter) S.Bräut. & Greuter, 2007
- Pilosella leucopsilon (Arv.-Touv.) Gottschl., 2011
- Pilosella litardiereana (Zahn) Soják, 1971
- Pilosella longisquama (Peter) Holub, 1977

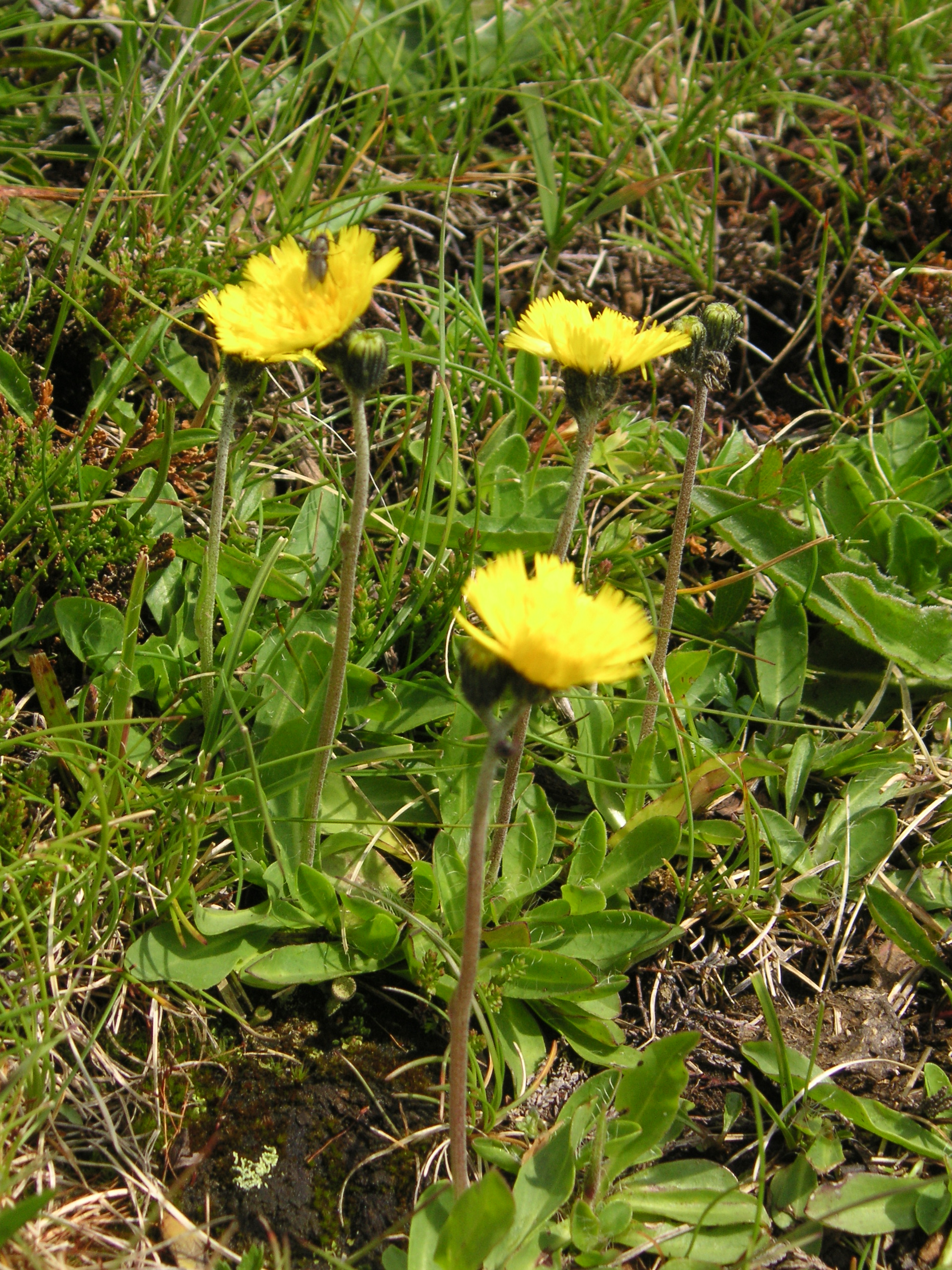
Pilosella lactucella

## M
- Pilosella macranthiformis (Zahn) S.Bräut. & Greuter, 2010
- Pilosella macristolona (Nägeli & Peter) Gottschl., 2010
- Pilosella medioposita (Gottschl.) Gottschl., 2010

## N
- Pilosella neogelmii (Gottschl.) Gottschl., 2010
- Pilosella nigricarina (Nägeli & Peter) Soják, 1971
- Pilosella notha (Huter) S.Bräut. & Greuter, 2007

## O
- Pilosella officinarum  Vaill., 1754

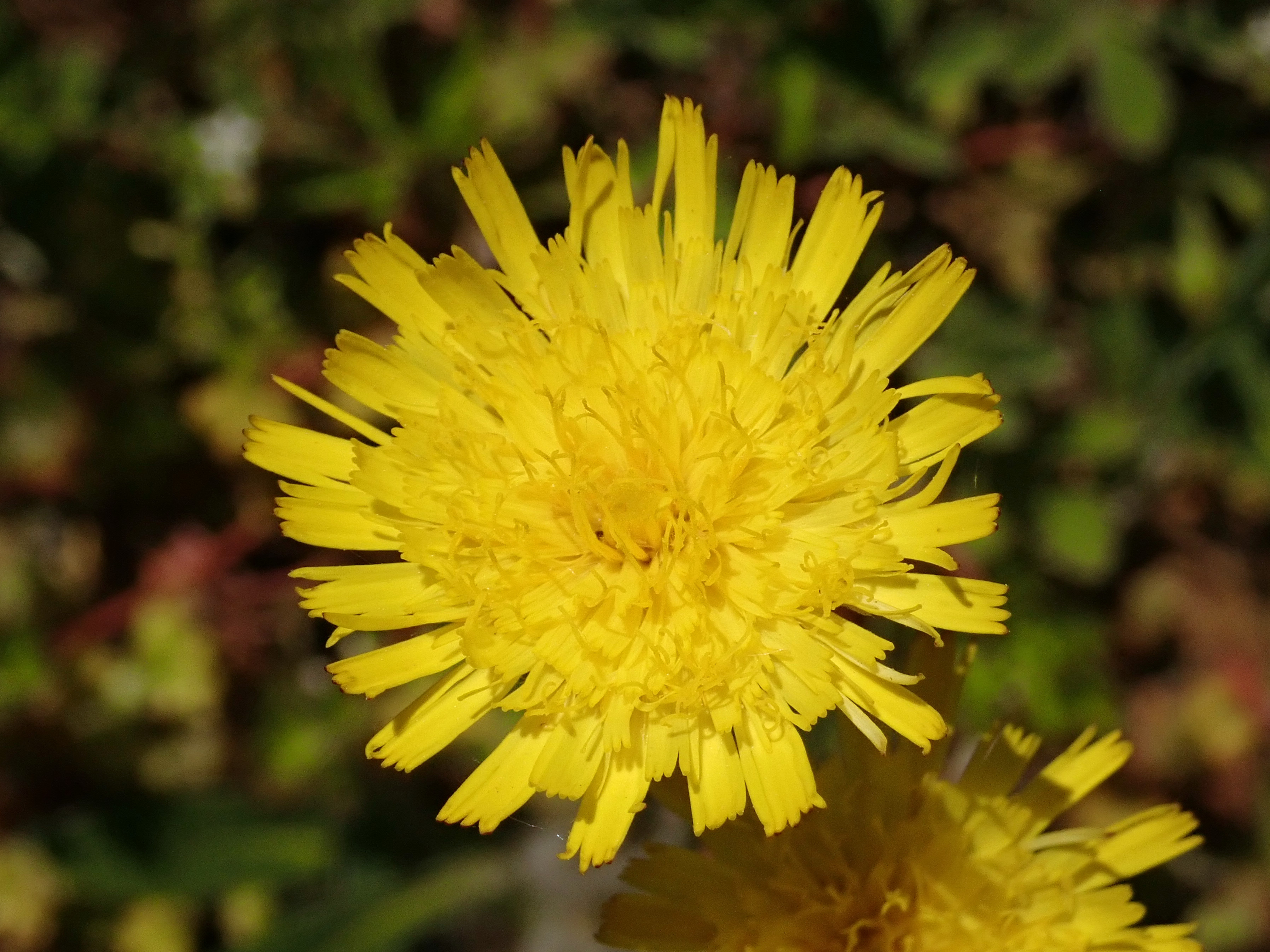
Pilosella officinarum

## P
- Pilosella pachycymigera (Gottschl.) Gottschl., 2010
- Pilosella pachypilon (Peter) Soják, 1971
- Pilosella peleteriana  (Mérat) F.W.Schultz & Sch.Bip., 1862
- Pilosella permutata (Nägeli & Peter) Soják
- Pilosella peteriana (Käser) Holub, 1977
- Pilosella piloselloides  (Vill.) Soják, 1971
- Pilosella plaicensis (Woł.) Soják, 1982
- Pilosella portae (Willk. ex T.Durand & B.D.Jacks.) Mateo & Greuter, 2007
- Pilosella praealta (Gochnat) F.W.Schultz & Sch.Bip., 1862
- Pilosella promeces (Peter) Holub, 1977
- Pilosella pseudolactucella Gottschl., 2011
- Pilosella pseudopilosella (Ten.) Soják, 1971
- Pilosella pseudotrichodes (Zahn) Soják, 1971

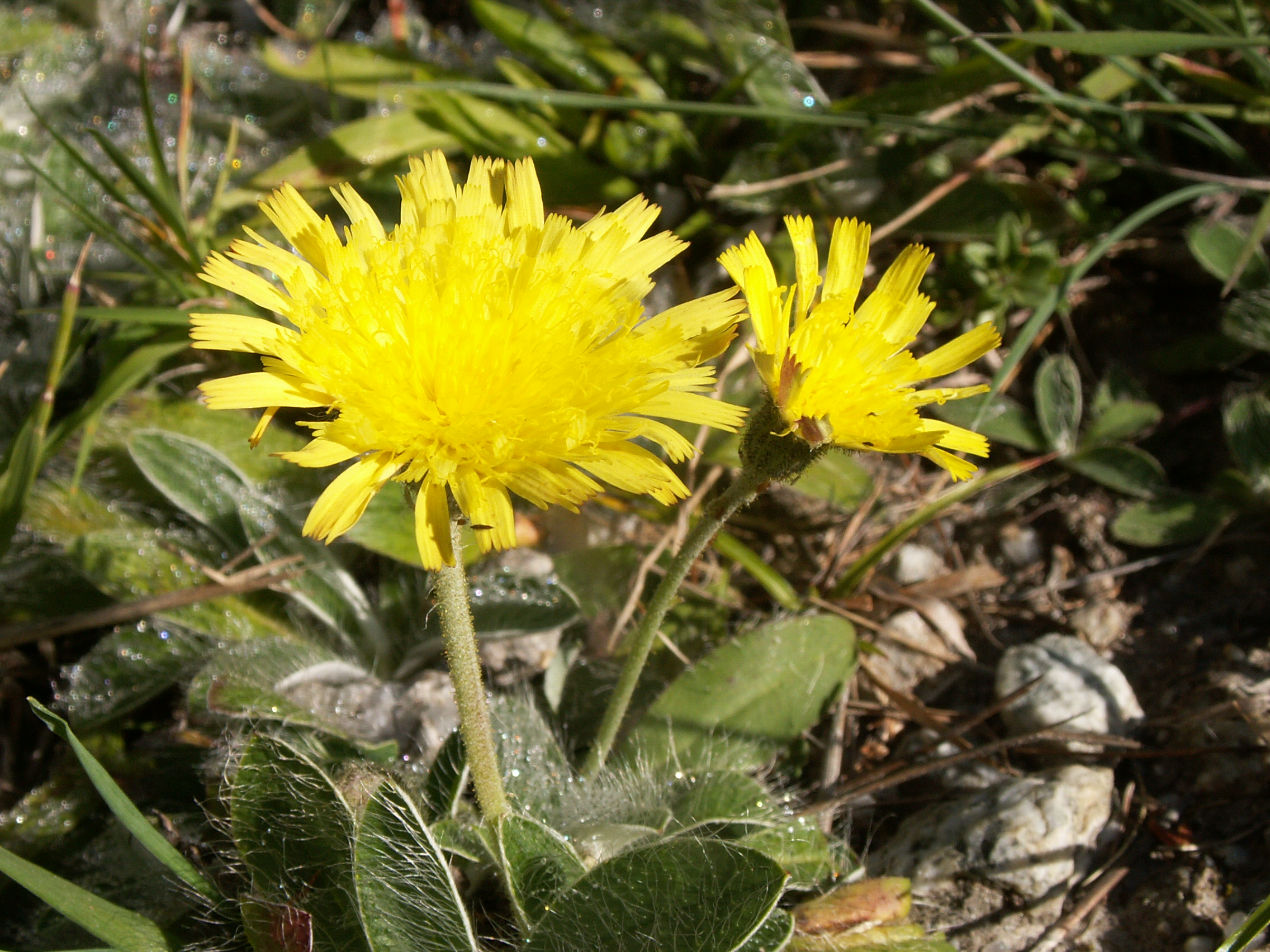
Pilosella peleteriana
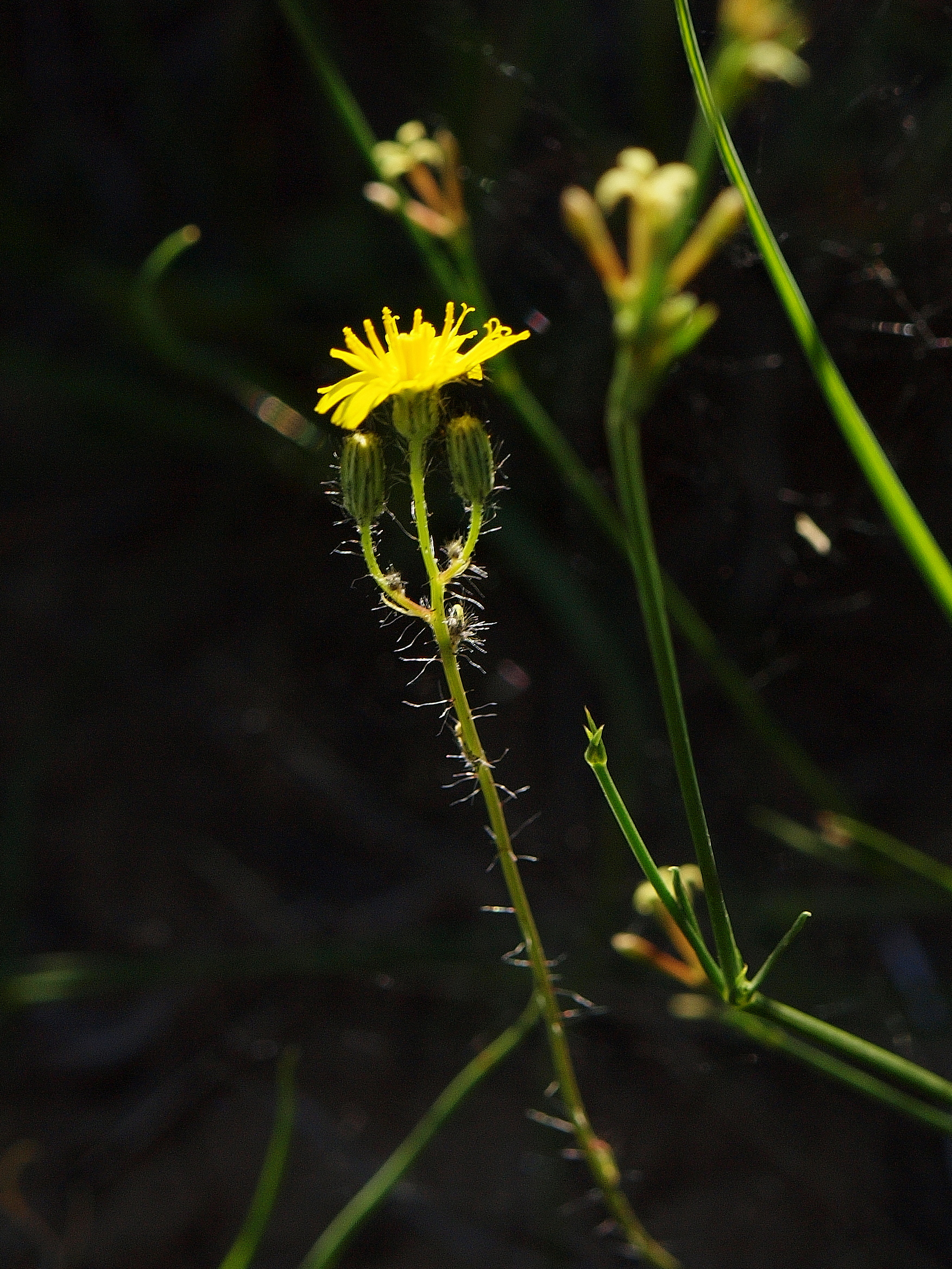
Pilosella piloselloides
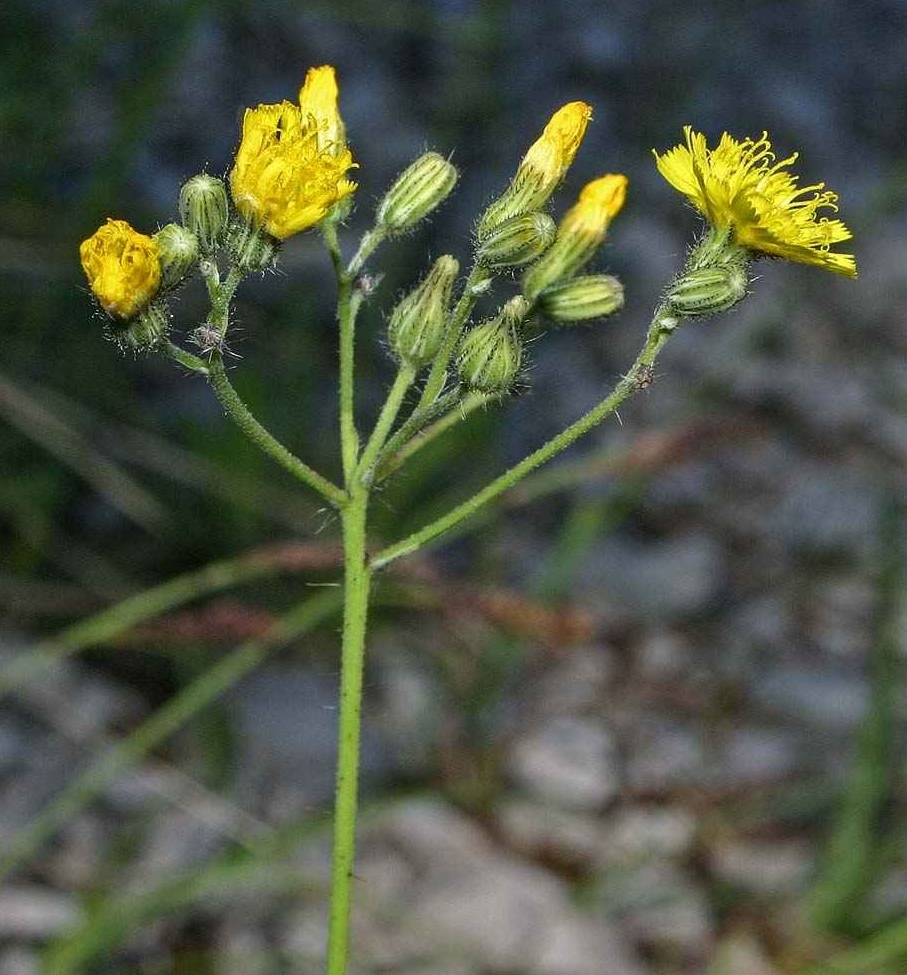
Pilosella praealta

## R
- Pilosella rubra (Peter) Soják, 1971
- Pilosella ruprechtii (Boiss.) P.D.Sell & C.West, 1975

## S
- Pilosella salernicola (Vetter & Zahn) Soják, 1982
- Pilosella saussureoides   Arv.-Touv.
- Pilosella schizosciadia Gottschl., 2011
- Pilosella schultesii (F.W.Schultz) F.W.Schultz & Sch.Bip. ex H.P.Fuchs, 1980
- Pilosella sciadogena Gottschl., 2011
- Pilosella sciadophora (Nägeli & Peter) Soják, 1971
- Pilosella sphaerocephala (Froel. ex Rchb.) F.W.Schultz & Sch.Bip, 1862
- Pilosella stoloniflora (Waldst. & Kit.) F.W.Schultz & Sch.Bip., 1862
- Pilosella subrubens (Arv.-Touv.) Zahn, 1901
- Pilosella substoloniflora (Peter) Soják, 1971
- Pilosella subtardans (Nägeli & Peter) Soják, 1971
- Pilosella sulphurea (Döll) F.W.Schultz & Sch.Bip., 1862

## T
- Pilosella tardiuscula (Peter) Soják, 1971
- Pilosella tendina (Nägeli & Peter) Soják, 1971
- Pilosella tephrodes (Nägeli & Peter) S.Bräut. & Greuter, 2007
- Pilosella tinctilingua (Zahn) Soják, 1971
- Pilosella triplex (Peter) Soják, 1971

## V
- Pilosella velutina   (Hegetschw.) F.W.Schultz & Sch.Bip., 1862
- Pilosella viridifolia (Peter) Holub, 1977
- Pilosella visianii F.W.Schultz & Sch.Bip., 1861

## Z
- Pilosella ziziana (Tausch) F.W.Schultz & Sch.Bip., 1862